# مديرية جيشان

تعديل مصدري - تعديل

مديرية جيشان إحدى مديريات محافظة أبين في اليمن. بلغ عدد سكانها 14800 نسمة عام 2004. مركزها مدينة جيشان. وتبلغ مساحتها 824 وكثافتها 18.12 (نسمة /كم2). وعدد مساكنها 1492 وعدد أسرها 1557.

موقع مديرية جيشان في محافظة أبين

## التقسيم الإداري
تقسم المديرية إدارياً إلى عزلة واحدة تحمل نفس اسم المديرية.

### قرى العزلة
- آل بركه (جيشان) ويسكن بها 45 نسمة.
- امضبيانة (جيشان) وكان يسكن بها 80 نسمة حسب تعداد اليمن في 2004م.
- ذارة (جيشان).
- صوفة (جيشان).
- امفدفدة (جيشان).
- جرادة (جيشان).
- امرقصة (جيشان).
- باقراضة (جيشان).
- امشطبة (جيشان).
- امتويلقة (جيشان).
- امحماضة (جيشان).
- امكويرة (جيشان).
- امرحبة (جيشان).
- امعظيبة (جيشان).
- امحينية (جيشان).
- امسدرة (جيشان).
- امردة (جيشان).
- ثبة (جيشان).
- امرثاة (جيشان).
- املحة (جيشان).
- الحجرية (جيشان).
- امخيبية (جيشان).
- امشرجة (جيشان).
- جابرة (جيشان).
- العطفة (جيشان).
- المغربية (جيشان).
- امعظيبة (جيشان).
- امحينية (جيشان).
- امجريبة (جيشان).
- ريرة (جيشان).
- هوصة (جيشان).
- امرزة (جيشان).
- سهلة (جيشان).
- امقيمة (جيشان).
- بحرة (جيشان).
- امشكوة (جيشان).
- سعادة (جيشان).
- ثيلمة (جيشان).
- امرصيفة (جيشان).
- سباحة (جيشان).
- شقة (جيشان).
- امحيرة العليا (جيشان).
- الحاط شيبة (جيشان).
- فرعة الفاقة (جيشان).
- آل أحمد مصمع (جيشان).
- مكلة (جيشان).
- باشملة (جيشان).
- امريحضية (جيشان).
- المتلعة (جيشان).
- امرشة (جيشان).
- القلعة (جيشان).
- الجحصامة (جيشان).
- تجمع بدو سحوة (جيشان).
- تجمع امخيالة (جيشان).
- اميثوام (جيشان).
- امصوفيات (جيشان).
- امخناق (جيشان).
- الحشرج (جيشان).
- مدالنظر (جيشان).
- دردر (جيشان).
- امحدين (جيشان).
- اجوه (جيشان).
- النوام (جيشان).
- ظهرين (جيشان).
- المقطع (جيشان).
- امكديات (جيشان).
- امضيق (جيشان).
- امرحب (جيشان).
- مخلين (جيشان).
- وقرى أخرى كثيرة (انظر نتائج البحث هنا).